# Sociedad Gallega de Ortopedia y Traumatología
Die Sociedad Gallega de Ortopedia y Traumatología (Galicische Gesellschaft für Orthopädie und Traumatologie) ist eine 1980 gegründete gemeinnützige wissenschaftliche Gesellschaft, die der Verbesserung der persönlichen und beruflichen Kenntnisse der Unfallchirurgen sowie dem wissenschaftlich-technischen Fortschritt auf den Gebieten Orthopädie und Traumatologie dient.

## Ziele
Ziel der Gesellschaft ist die Verbesserung der persönlichen und fachlichen Kenntnisse unter Unfallchirurgen, die Verbreitung von Informationen über moderne wissenschaftliche Methoden und technische Verfahren, sowie von Informationen über neueste wissenschaftliche Erkenntnisse.
Darüber hinaus zielt sie auf den Austausch von Erfahrungen zwischen Orthopäden, Traumatologen und verwandten Berufsgruppen ab und dient der Förderung der Forschung.

## Aktivitäten
Die Aktivitäten des Vereins haben sich kontinuierlich entwickelt und bestehen in der Realisierung von wissenschaftlichen Kongressen, Konferenzen und Meetings, Arbeitsgruppen sowie der Schaffung und Bereitstellung von Stipendien und Auszeichnungen
- Kongresse
- wissenschaftliche Konferenzen
- spezifische Kurse und Lehrveranstaltungen
- wissenschaftliche Arbeitsgruppen:

GEOPS Gruppe zur Erforschung der Osteoporose,

Kinderorthopädie,

Tumore des Bewegungsapparates
- Stipendien und Preise

Auszeichnungen für den besten Vortrag anlässlich des jährlichen SOGACOT-Kongresses
Auszeichnungen für die beste Posterpräsentation anlässlich des jährlichen SOGACOT-Kongresses
Stipendium für eine Arbeit mit einem Thema aus Forschung oder klinischer Praxis (2jährlich)
- Publikation: acta ortopedica gallega AOG (Galicische orthopädische Minute), offizielle Zeitschrift der SOGACOT[1]